# Bisher al-Khasawneh

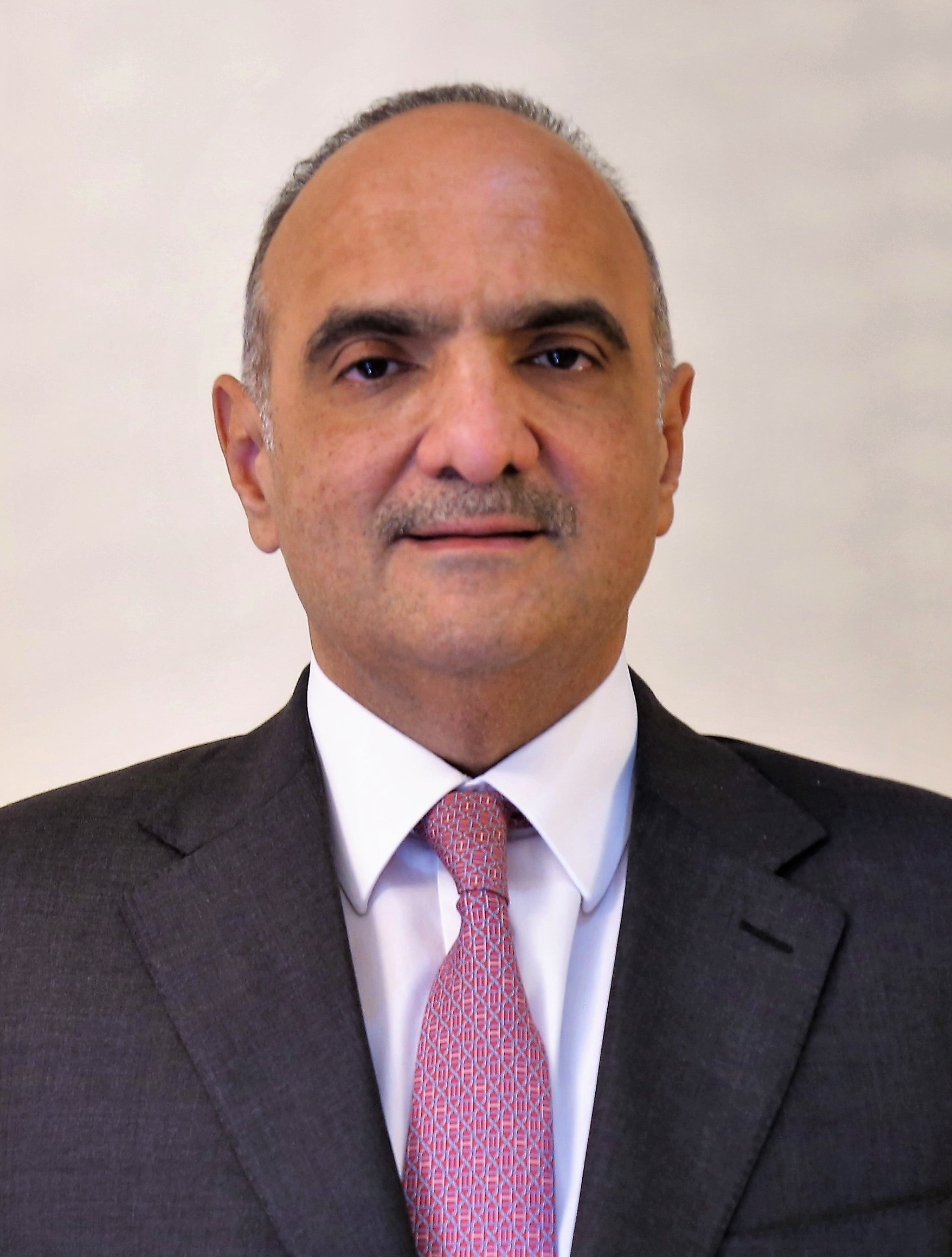
Bisher Al-Khasawneh (2020)

Bisher Al-Khasawneh (arabisch بشر الخصاونة, DMG Bišr al-Ḫaṣāwina; geboren am 27. Januar 1969) ist ein jordanischer Politiker und Diplomat, der von 2020 bis 2024 als Ministerpräsident von Jordanien und Verteidigungsminister fungierte. Er war davor Botschafter Jordaniens und Minister in verschiedenen Positionen.

## Leben
Al-Khasawnehs Vater Hani war ein Führer der Baath-Partei. Er erwarb einen Doktorgrad in Jura an der London School of Economics and Political Science. Er hat auch einen Bachelor in Jura von der Universität von Jordanien.
Al-Khasawneh war Botschafter Jordaniens in Ägypten, Frankreich, Kenia, Äthiopien, der Afrikanischen Union, der Arabischen Liga und bei der UNESCO. Außerdem war er Generalkoordinator und Direktor des Büros für den Friedensprozess und Verhandlungen in Jordanien. Von 2016 bis 2017 war er Minister für auswärtige Angelegenheiten. Anschließend war er von 2017 bis 2018 Justizminister. Von April 2019 bis August 2020 diente er als Berater von König Abdullah II. für Kommunikation und Koordination am Königlichen Hof der Haschimiten. Am 12. Oktober 2020 wurde er zum Ministerpräsidenten von Jordanien ernannt. Bis zu seiner Ernennung zum Premierminister diente Al-Khasawneh als Berater des Königs für Politik.